# New Directions
New Directions è una casa editrice statunitense fondata nel 1936 da James Laughlin (1914-1997) quando era ancora studente dell'Università di Harvard, su consiglio di Ezra Pound (che vi contribuì con diversi titoli).
All'inizio pubblicava solo un'antologia poetica annuale con il titolo New Directions in Poetry and Prose, dove si possono trovare poesie di scrittori poi famosi come Dylan Thomas, Marianne Moore, Wallace Stevens, Thomas Merton, Denise Levertov, James Agee, John Ashbery, Lawrence Ferlinghetti, William Saroyan, Hilda Doolittle o Delmore Schwartz. Altre riviste furono il mensile "Poet of the Month", centrato su un autore alla volta, e l'annuale "Poet of the Year" che poi fu abbandonata. Si è quindi trasformata in una vera casa editrice pubblicando anche volumi di autori, notoriamente ancora in catalogo, come William Carlos Williams, Gregory Corso, Delmore Schwartz, Tennessee Williams (l'opera intera), e i primi libri pubblicati in USA di Henry Miller (che aveva pubblicato solo a Parigi), Vladimir Nabokov o Jorge Luis Borges. Un'altra rivista, durata solo 4 numeri (ovvero 2 numeri doppi), fu "Pharos" (1945-47).
A questo punto la casa si era trasferita a New York e aveva smesso di sopravvivere con solo gli abbonati facendosi distribuire in volumi che considerava classici del XX secolo, in collane come "Modern Readers" e "New Classics". Tra i titoli Ritratto dell'artista da giovane di Joyce o Il grande Gatsby di Fitzgerald o Il giorno della locusta di Nathanael West. Queste operazioni contribuirono a fondare l'idea di letteratura statunitense moderna e ad allargare la sua funzione sperimentale all'interno della società.
Contemporaneamente la casa editrice ha fatto da ponte per diversi autori stranieri, pubblicando per esempio Viaggio al termine della notte e Morte a credito di Louis-Ferdinand Céline, La nausea di Jean-Paul Sartre o Siddharta di Hesse, e autori come Elias Canetti, Jean Cocteau, Octavio Paz, Julio Cortázar, Federico García Lorca, Clarice Lispector, Pablo Neruda, Nina Berberova, Muriel Spark o Yukio Mishima e anche qualche italiano.
L'impostazione grafica in bianco e nero e gran parte delle sue prime copertine sono state disegnate da Alvin Lustig (1915-1955), grafico storicamente legato alla casa editrice.
In qualche modo, anche oggi con la proposta di nuovi autori come Roberto Bolaño, Javier Marías, Lars Gustafsson o Antonio Tabucchi e con lo sviluppo di "Reading Guides" su autori classici, la casa editrice è un punto di riferimento indipendente e d'una certa affidabilità per quanto riguarda scelte e valore delle traduzioni e delle introduzioni (scritte da personaggi come Jonathan Lethem, Susan Sontag, William Gibson, Irving Howe, Sue Monk Kidd, Devendra Banhart, Will Self o Jeanette Winterson, tanto per fare qualche nome).
Fa parte del gruppo di distribuzione W. W. Norton & Company e pubblica circa 30 volumi all'anno.

## Traduzioni di autori italiani
- Corrado Alvaro
- Davide Lajolo
- Tommaso Landolfi
- Eugenio Montale
- Antonio Tabucchi
- Federigo Tozzi
- Elio Vittorini

Ha inoltre distribuito in USA la rivista "Botteghe Oscure" (1948-1960).